# Шерифе Баджи
Шерифе Баджи (букв. «сестра Шерифе», также была известна как Шерифе Кадын, около 1900 — декабрь 1921) — участница Войны за независимость Турции.

## Биография
Родилась в селении, расположенном в районе Сейдилер вилайета Кастамону. Точная дата её рождения не установлена, но известно, что Шерифе было 16 лет, когда она вышла замуж. Через два месяца после её бракосочетания началась Первая мировая война и муж Шерифе был призван в армию. Через шесть месяцев Шерифе Баджи получила известие о гибели мужа в ходе Битвы при Чанаккале. После этого Шерифе была выдана замуж за ветерана войны по имени Топал Юсуф, который в результате взрыва снаряда потерял левую ногу и глаз. На третий год её повторного замужества Шерифе родила дочь Элиф. Шерифе была известна в деревне как отзывчивый человек, готовый всегда выполнить любую работу.
Зимой 1921 года жители селения, в котором проживала Шерифе, были мобилизованы для транспортировки снарядов. Шерифе, её дочь и другие женщины, жившие в деревне, везли снаряды на тележках, запряжённых крупным рогатым скотом, из Инеболу в Анкару. В декабре 1921 года Шерифе умерла от холода.

## Память
В 1973 году в годовщину 50-летия провозглашения Турецкой республики в Сейдилере был открыт монумент в честь Шерифе. В 1990 году в городе Кастамону был воздвигнут монумент, созданный Танкутом Октемом, который включал в себя скульптурные изображения Ататюрка, Шерифе и женщин Кастамону. 4 декабря 2001 года в Инеболу был открыт памятник «Мученица Шерифе Баджи», который был создан Метином Юрдануром.
Именем Шерифе Баджи множество школ и больниц в Кастамону и других городах Турции.